# マリア・ゲッパート＝メイヤー

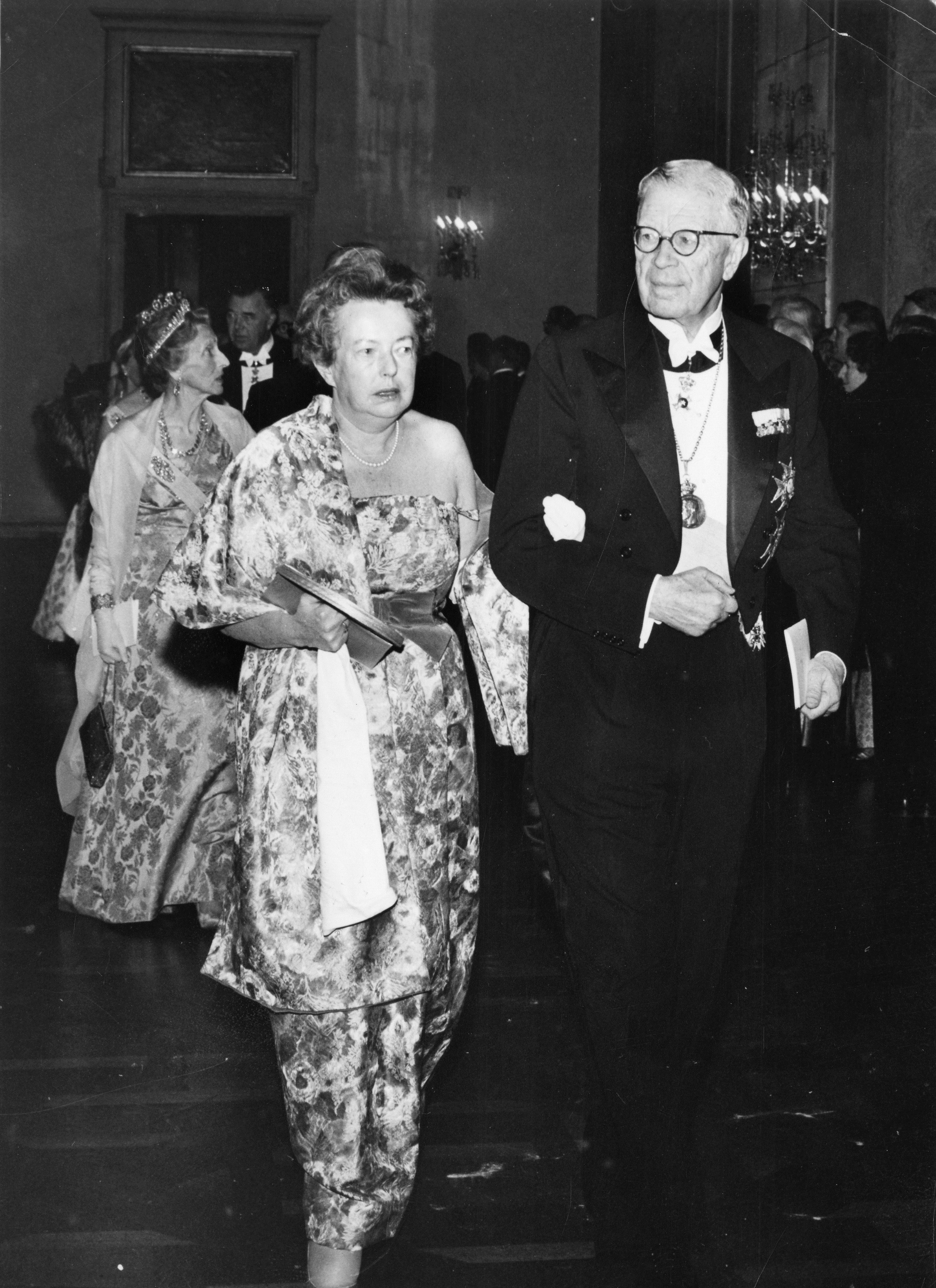
ノーベル賞授賞式にて
_{メイヤーの右にいるのはスウェーデン国王グスタフ6世}

マリア・ゲッパート＝メイヤー(マリーア・ゲッパート＝マイアー)（Maria Göppert-Mayer、1906年6月28日 - 1972年2月20日）は、ドイツ生まれのアメリカの物理学者。

## 人物・生涯
ドイツ帝国・オーバーシュレジエンのカトヴィッツ（現在のポーランド領カトヴィツェ）に生まれた。
1910年、父フリードリヒ・ゲッパートが小児医科の教授になるため、家族はゲッティンゲンに移住した。マリアは大学の学生や講師、後のノーベル賞受賞者になる、フェルミやハイゼンベルク、ディラック、パウリらに囲まれて育った。彼女自身もゲッティンゲン大学に学びボルンらの教えを受けた。1930年にジョセフ・エドワード・メイヤーと結婚して、夫の国のアメリカに移住した。夫も物理学者でその専門は統計力学、特に不完全気体の理論で知られる。
1931年から1939年までボルチモアのジョンズ・ホプキンス大学で働き、1940年から1946年までコロンビア大学の研究員となり、1946年シカゴ大学の講師-准教授となった。サラ・ローレンス大学で教鞭をとり、シカゴ大学で研究を行い、時にロスアラモス国立研究所も訪れた。この頃1963年にノーベル賞受賞することになる「魔法数」に関する研究など原子核モデルの研究をおこなった。また、アルゴンヌ国立研究所の研究員も務めた。同じ頃同じテーマで研究していたドイツの研究者たちの1人ハンス・イェンセンと"Elementary Theory of Nuclear Shell Structure"を出版した。1963年、2人はノーベル物理学賞を受賞した。
1953年には、国際理論物理学会 東京＆京都で来日した。1960年にはカリフォルニア大学サンディエゴ校の物理学の専任教授に就任した。
1972年、死去。ゲッパート＝メイヤーの死後、女性の物理学者に贈られるマリア・ゲッパート＝メイヤー賞がアメリカ物理学会によって創設された。